# Михайловка (Ананьевский район)
Михайловка (укр. Михайлівка) — село, относится к Ананьевскому району Одесской области Украины.
Население по переписи 2001 года составляло 366 человек. Почтовый индекс — 66411. Телефонный код — 4863. Занимает площадь 1,99 км². Код КОАТУУ — 5120282003.

## Местный совет
66410, Одесская обл., Ананьевский р-н, с. Жеребково